# نادي كوبريسال
نادي كوبريسال (بالإسبانية: Club de Deportes Cobresal) هو نادي كرة قدم تشيلي من آيل السلفادور يلعب في الدوري التشيلي الدرجة الأولى، تأسس النادي في 1979.